# III Korpus Kawalerii
III Korpus Kawalerii (skrótowa nazwa Kawkor – od Kawaleryjski Korpus, nazywany również Złotą Ordą Gaj-Chana) – związek taktyczny jazdy Armii Czerwonej, dowodzony przez Gaja Dimitriewicza Gaja podczas inwazji na Polskę w 1920.

## Historia
4 lipca Korpus otrzymał zadanie przerwać linie polskie w rejonie jeziora Jelnia, i zasiać panikę na tyłach. Zaatakował 10 Dywizję Piechoty z 1 Armii, która odparła jego atak i zmusiła do odwrotu na północ. Tam napotkał 8 Dywizję Piechoty, którą ominął. Następnie zawrócił na południe. 9 lipca zdobył Święciany, i znalazł się 70 kilometrów od Wilna. Do miasta wysłano szpiega, który zorientował się, że broni go nieliczna załoga polska (około 2 tysięcy żołnierzy). 13 lipca zaatakowano Wilno, które zostało zdobyte 14 lipca 1920. 
19 lipca 15 Dywizja Kawalerii zaatakowała samotnie Grodno, 10 Dywizja w tym czasie była zatrzymana w Skidlu. 22 lipca Sowieci wycofali się z miasta, zamknęli jego okrążenie. 29 lipca Kawkor zaatakował Łomżę, a 1 sierpnia napotkał polskie przeciwuderzenie w Białej Podlaskiej. 4 sierpnia zdobył Ostrołękę, następnie Przasnysz, Bieżuń i Sierpc. W drugim tygodniu sierpnia Kawkor dotarł do Wisły. 10 Dywizja Kawalerii dotarła do Bobrownik, gdzie z ruin zamku prowadziła ostrzał lewego brzegu Wisły. W celu przerwania linii kolejowej Warszawa-Gdańsk Gaj podjął próbę zdobycia Włocławka. Swoją kwaterę zlokalizował w trójkącie wyznaczonym przez wsie Działy-Witoszyn-Rachcin. Pomimo przerwania polskiej obrony miasto pozostało niezdobyte, ponieważ obrońcy spalili most. 19 sierpnia bolszewików nie było już na „przedmościu”.
21 sierpnia w nocy przebił się koło Żuromina przez linie polskie, znalazł się powtórnie w okrążeniu, kolejnej nocy (22) powtórnie przebił się przez Konopki. 23 sierpnia przebił się w Grabowie przez polską dywizję ochotniczą, następnie przez Brygadę Syberyjską. 24 sierpnia Kawkor dogonił sowiecką 53 Dywizję Strzelców, zablokowaną przez dwie polskie dywizje. Próbował jej bronić, tocząc dwudniową bitwę, został jednak zmuszony do przekroczenia granicy niemieckiej, gdzie został rozbrojony, a żołnierze internowani w obozie w Altdamm.

## Zbrodnie
Oddziały III Korpusu Kawalerii zamordowały ponad 1000 polskich jeńców w: Lemanie, Chorzelach, Cichoszkach i pod Mławą. W Szydłowie Kozacy Kawkoru, dla oszczędności naboi, zasiekli saperkami i szablami wziętych do niewoli 7 oficerów i 92 szeregowych. Dopuścili się też gwałtów na ludności cywilnej.

## Dowódcy korpusu
- Gaja Dimitriewicz Gaj

## Struktura organizacyjna
Skład 1 lipca 1920:
- 10 Dywizja Kawalerii
- 15 Dywizja Kawalerii
- 164 Brygada Strzelców